# GunBound
GunBound (tiếng Hàn Quốc: 건바운드 Geonbaundeu) là một trò chơi trực tuyến chiến thuật theo lượt, chơi đơn hoặc chơi nhiều người miễn phí. Trò chơi có nhiều điểm tương đồng với dòng game nổi tiếng Worms.
Gunbound được phát triển và phát hành bởi công ty Softnyx (Hàn Quốc) từ năm 2005.